# Église Notre-Dame-des-Missions-du-cygne-d'Enghien
Pour les articles homonymes, voir Église Notre-Dame.
L'église Notre-Dame-des-Missions-du-cygne-d'Enghien (dite aussi église Notre-Dame-des-Missions d'Épinay-sur-Seine) est formée par la chapelle Notre-Dame-des-Missions présentée à l'Exposition coloniale internationale en 1931 par l'architecte Paul Tournon puis reconstruite en 1932 à Épinay-sur-Seine (département de la Seine, actuelle Seine-Saint-Denis). Elle fait partie des églises des paroisses d'Epinay-sur-Seine au sein du diocèse de Saint-Denis.

## Histoire
Alors que la France avait décidé d’exclure depuis 1878 les édifices religieux des expositions universelles, l’exposition coloniale internationale de 1931 au bois de Vincennes, qui accorde une place importante au pavillon des Missions de Paul Tournon justifiée par l'importante contribution des missionnaires catholiques et protestants à l’assistance à la conversion et à son rôle déterminant dans mission « civilisatrice » de la Nation française. Le pavillon est érigé « à la gloire de la conquête missionnaire de l'église catholique à travers les pays et les siècles ». La chapelle des missions catholiques est édifiée par Tournon, à l'instigation du maréchal Hubert Lyautey et de l'amiral Lucien Lacaze, entre 1929 et 1931 . 

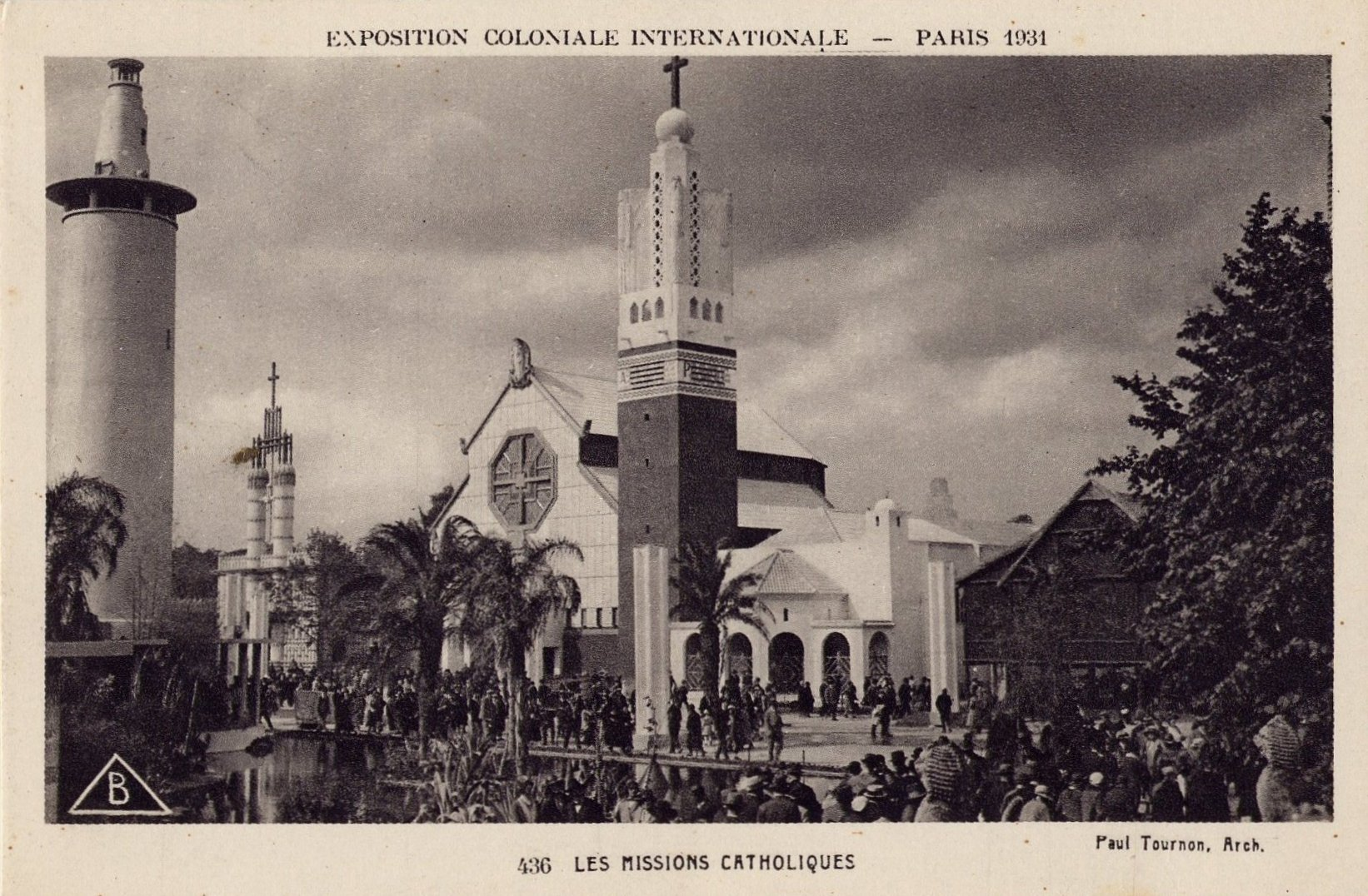
Pavillon des missions catholiques, à l'Exposition coloniale internationale de 1931, au bois de Vincennes.

Architecte de l'archevêché, Paul Tournon avait déjà été en 1926 l'architecte du clocher de l'église Saint-Louis de Villemomble, dont Carlo Sarrabezolles — également de confession chrétienne — réalisa les 28 figures du clocher,.
Si le pavillon devait être détruit au terme de l’exposition coloniale, Lyautey et Lacaze qui ne le souhaitaient pas —  avec l'aide du RP de Reviers de Mauny — donnèrent leur accord pour son transfert à Épinay, au nord-ouest de la commune, au lieu-dit « le Cygne d'Enghien », sur un terrain donné par la famille Firmin-Didot au no 102 avenue Joffre. Les fonds manquaient à cause de la crise ayant suivi le krach boursier de 1929; une souscription nationale est organisée pour permettre sa reconstruction en 1932 en gardant la plupart de ses œuvres monumentales mais en utilisant des matériaux plus solides, le béton armé remplaçant le bois. 
L'église est une initiative de l'Œuvre des Chantiers du Cardinal, opération lancée par l'Église durant les années 1930, visant à christianiser les banlieues rouges de Paris. Entre 1931 et 1940, le cardinal Verdier fait construire 102 églises en région parisienne. L’inauguration est faite en 1933 par le cardinal Jean Verdier en présence de Lyautey et Lacaze. La grande cloche est installée et inaugurée en 1935.

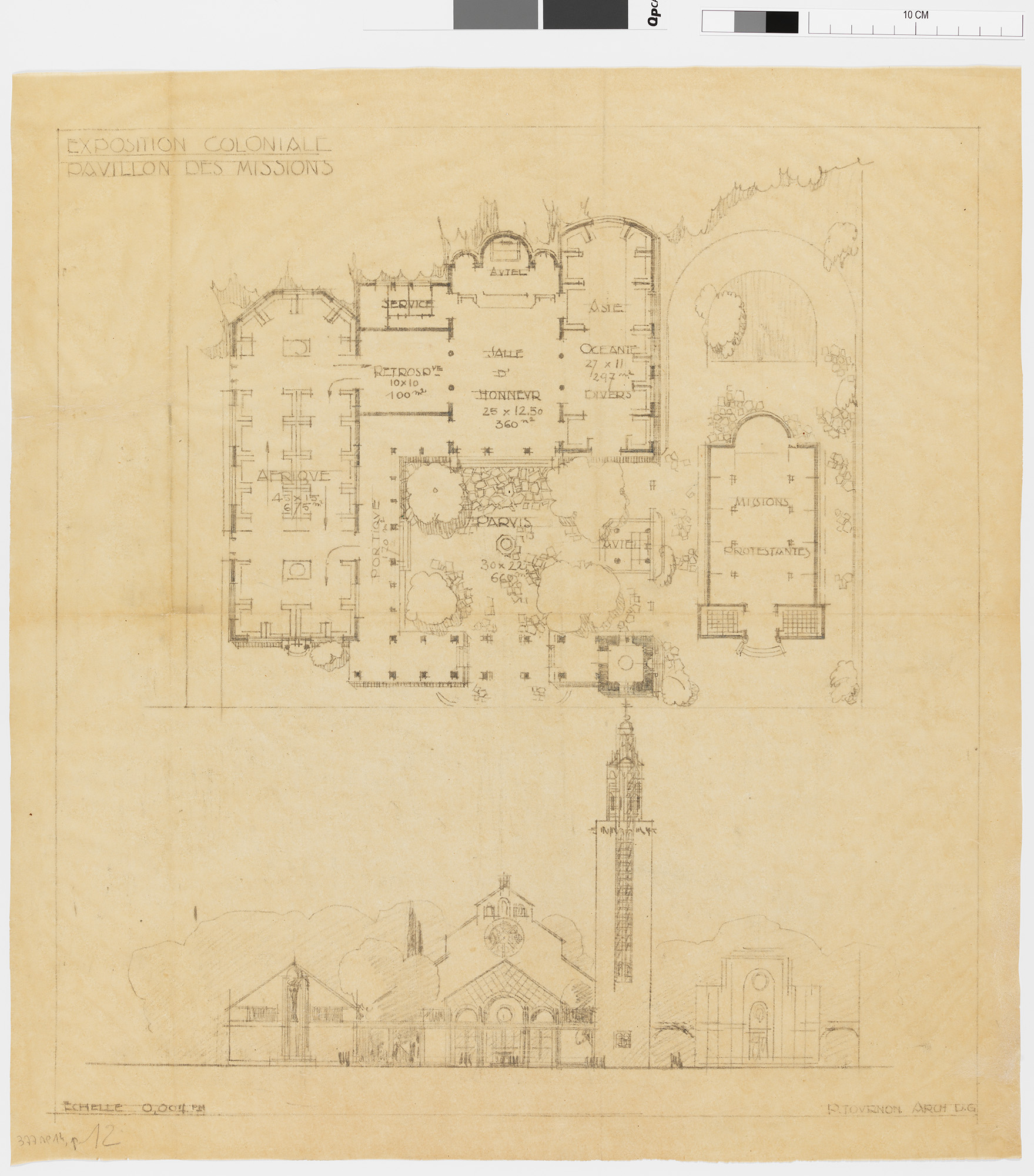
Plan et élévation de l'église (1932-1933).

Classée monument historique par arrêté du 14 juin 1994, Notre-Dame-des-Missions est considérée comme un chef-d'œuvre de l'art sacré du début du XXe siècle. Avec le Palais de la Porte Dorée, qui accueille depuis 2007 le musée de l'histoire de l'immigration, l'église Notre-Dame-des-Missions est le principal vestige de l'exposition coloniale de 1931. Des travaux de rénovation sont menés durant la décennie 2000. Elle est la propriété du diocèse de Saint-Denis-en-France et des messes y sont célébrées chaque vendredi à 18 h 30 et dimanche à 11 h 15.

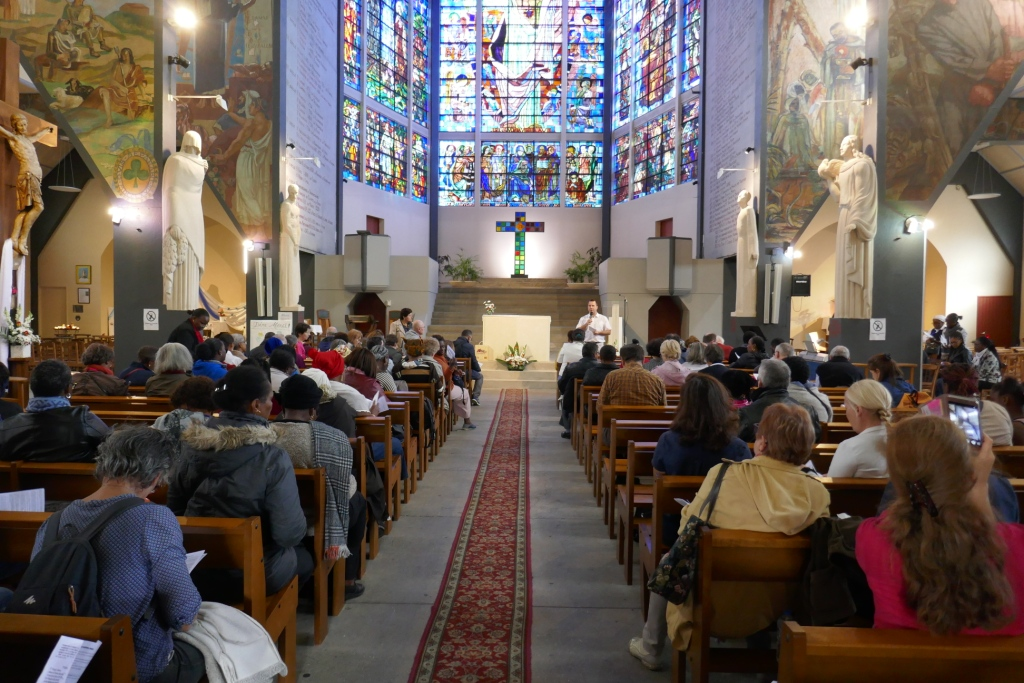
Départ des catholiques du diocèse pour le pèlerinage de la fête de saint Denis 2019.

Le 13 octobre 2019, elle est le point de départ du pèlerinage des catholiques du diocèse pour la fête de Saint-Denis vers la basilique cathédrale.

## Description

### Nef

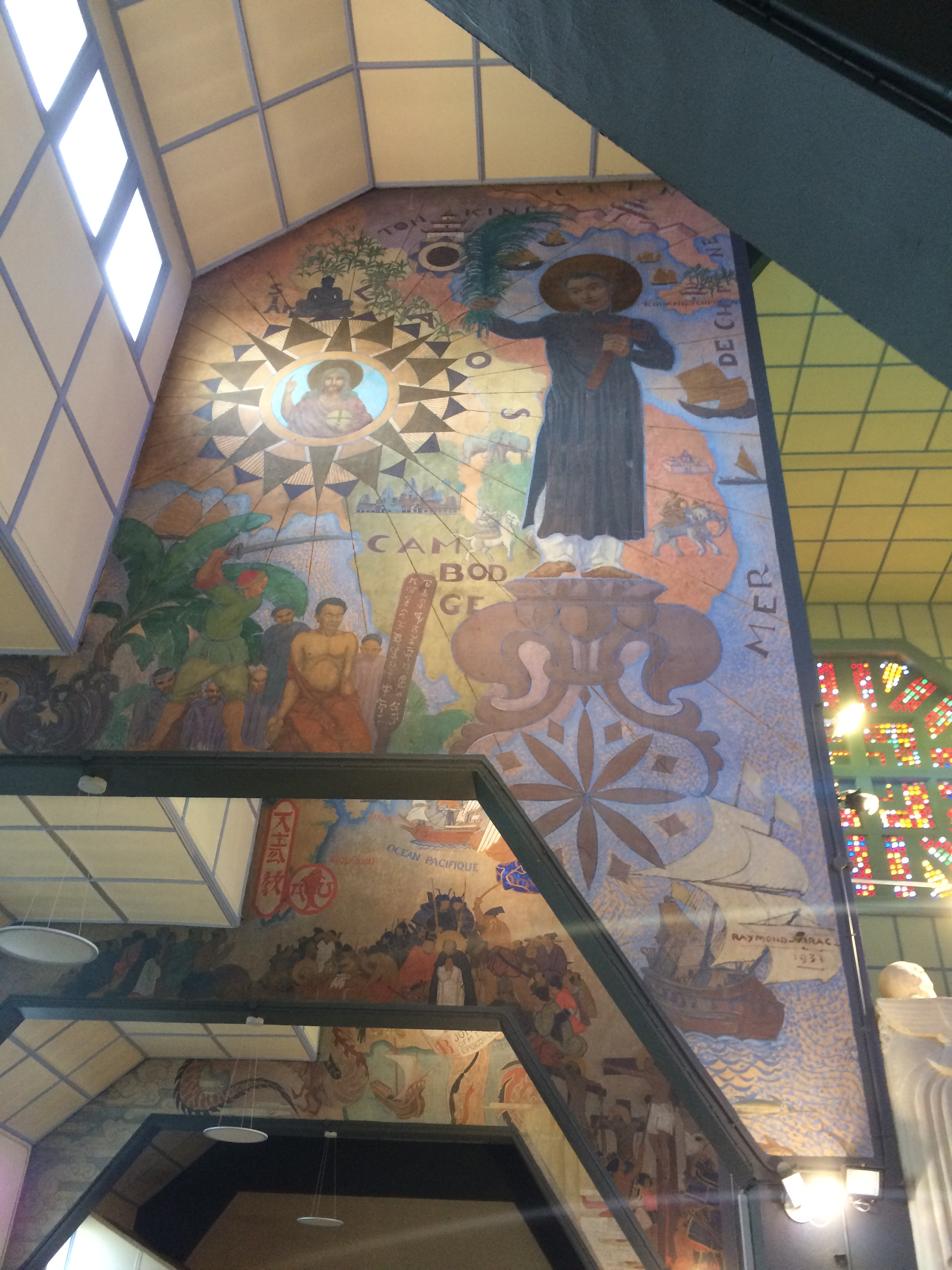
Fresque de Raymond Virac sur l'évangélisation de la Cochinchine.

L'église orientée au Nord-Est est construite selon un plan allongé. L'église a trois niveaux de couverture couvrant une grande nef et deux collatéraux comme dans une église ancienne. Des murs de refend offre l'espace nécessaire aux fresques et répondent, comme le font les arcs-boutants des cathédrales gothiques, en même temps aux poussées créées par la toiture et la hauteur de la nef. L'édifice rappelle le plan basilical, comme la basilique Saint-Paul-hors-les-Murs à Rome. Le maître-autel d’alors est surélévé d’une douzaine de marches, ce qui permettait d'abriter une crypte, utilisée comme salle paroissiale).
Les vitraux, peintures et sculptures sont réalisés par des artistes des ateliers d'art sacré — fondés en 1919 par les peintres Maurice Denis et George Desvallières — sous la direction d'Henri de Maistre. L’unité entre ces trois verrières est donnée par le bleu du fond qui, clair à la base, va en fonçant vers le haut, comme le ciel. 
La majorité sont issues de l'atelier de Louis Barillet. Les personnages représentés se concentrent autour de la figure centrale du Christ Missionnaire et sont l'œuvre du verrier Jean Hébert-Stevens. André Rinuy, Marguerite Huré et Pauline Peugniez figurent parmi les autres contributeurs.
Derrière l'autel, ils figurent :
- au centre : En haut, le christ missionnaire se penche sur le monde (œuvre de Jean Herbert-Stevens) et en bas, les apôtres partent évangéliser le monde (Pauline Peugnez)
- à gauche : L’église porte la bonne nouvelle à travers le monde (par Jean Jacques Le Chevalier et atelier Louis Barillet et Hansen)
- à droite : L’église s’est établie et fructifie dans les terres lointaines (dessins de Valentine Reyre et exécution de Marguerite Huré)

Des huit Béatitudes, quatre sont des sculptures Raymond Delamarre, prix de Rome en 1919. Elles représentent quatre  (Heureux les pauvres d’esprit / Heureux ceux qui pleurent / Heureux ceux qui ont le cœur pur / Heureux les pacifiques) des huit félicités énoncées par l'apôtre Matthieu lors de son sermon sur la montagne alors que les autres sont dues à Anne-Marie Roux-Colas (Heureux ceux qui ont faim et soif de justice / Heureux les miséricordieux / Heureux ceux qui sont doux / Heureux ceux qui souffrent persécution pour la justice),.
Douze fresques trapézoïdales sont peintes sur des toiles marouflées posées sur les murs de refend. Y sont figurées les zones d'expansion du christianisme à travers les siècles. Les différents artistes sont coordonnés par Henri de Maistre, ce qui leur assure unité de style avec un échange des esquisses des peintres (où l'on et le choix d'une palette de couleurs harmonisée :
1. Le premier tableau est réalisé par Maurice Denis pour représenter l'évangélisation du Moyen Orient, du monde romain et grec par saints Pierre et Paul
2. Le deuxième montre l'évangélisation de la Gaule par saint Pothin sous le pinceau d'Henri Marret. Il évoque les martyrs de Lyon dont sainte Blandine, mais également saint Martial, saint Saturnin, saint Martin, saint Denis, sainte Geneviève et saint Rémy.
3. Le troisième illustre la conversion de l'Irlande par saint Colomban et saint Patrick. Le panneau est l’œuvre conjointe de Pauline Peugniez et Charles Plessard.
4. Le quatrième revient sur la christianisation de l'Angleterre au VIe siècle. Valentine Reyre illustre la baptême du roi Æthelberht de Kent par saint Augustin de Cantorbéry. Sur un fond de carte, on retrouve le martyre des premiers évêques saint Thomas Becket et Thomas More. L'angle supérieur montre saint Georges terrassant une pieuvre.
5. Le cinquième est l’œuvre de Paul de Laboulaye qui illustre l'évangélisation de la Germanie au VIIIe siècle par le bénédictin saint Boniface
6. Le sixième représente l'évangélisation des peuples slaves au IXe siècle par les saints Cyrille et Méthode sous le pinceau de Georges Ballot
7. Le septième illustre l'action missionnaire en Chine au XIVe siècle menée par Jean de Montecorvino, premier évêque de Pékin, peinte par Émile Beaume, grand Prix de Rome 1921
8. Peint par Lucien Simon, le huitième montre les actes d'évangélisation menée par saint François Xavier en Inde au XVIe siècle
9. Le neuvième est l’œuvre de Robert-Albert Génicot représente au Japon l’œuvre martyre d'Alfonso Navarrete
10. Peint par Henri de Maistre, le dixième montre l'évangélisation menée en direction des Indiens du Canada en 1642 et 1643 par les martyrs des pères Le Jeune, Bréboeuf, Lallemand et Jogues.
11. Le onzième est l’œuvre de Raymond Virac qui montre les actions missionnaires au Tonkin, au Laos et au Cambodge au XIXe siècle, notamment par saint Théophane Vénard
12. Peint par George Desvallières, le douzième synthétise l’œuvre missionnaire en Afrique depuis le cardinal Charles Lavigerie jusqu'au père Charles de Foucauld.

Au fond de l'église, légèrement en contrebas pour évoquer le lit du Jourdain, les murs du baptistère sont décorés par Élisabeth Branly (1889-1972), l'épouse de Paul Tournon. ils sont recouvertspuis retrouvés lors de la restauration de l'église[réf. souhaitée]. Elle réalise plusieurs autres baptistères dans les églises conçues par son mari.

### Façade
L'église présente une étonnante diversité de styles, avec une façade mi annamite, mi Art déco.
Pour y faire entrer une lumière multicolore, la maître-verrier Marguerite Huré y utilise un nouveau procédé, la « brique Huré », brevetée en 1930. La façade s’ouvre une rosace octogonale, faite de ces briques aux verres colorés
La façade du porche figurent une pagode chinoise à trois toits superposés couverts de tuiles creuses décorée d'idéogrammes chinois empruntés aux litanies de la vierge et à l’art d’extrême orient. Le décor de grès vernissé est conçu par Raymond Virac, revenu d’Hanoï où il était professeur, assisté par Mlle Lorimy, exécuté par Robert Barriot. 
Les combles présentent des angles recourbés, s'y ajoutent des parties bouddhiques, fétichistes et africaines.
Roger de Villiers a sculpté la Vierge reposant sur un globe terrestre et écrasant la tête du serpent qui surmonte la façade,,.
Carlo Sarrabezolles a sculpté les six acrotères de la toiture dont les galbes moulurés. Ils sont relevés aux extrémités par des séraphins au lieu du naga bouddhique.
Si la forme du clocher de 37 mètres rappelle celle d'un minaret, le revêtement extérieur en pierre brune rappelait l’Afrique équatoriale.
Les quatre statues hautes de pas moins de 7 mètres et aux visages symboliquement expressifs doivent représenter Les Quatre races. Les statues sont sculptées par la technique de la taille directe du béton en prise, technique inventée par Sarrabezolles qu'il a déjà utilisée pour l'église Saint-Louis de Villemomble en 1926, l'église Sainte-Thérèse-de-l'Enfant-Jésus d'Élisabethville en 1928 et qu'il utilisera encore pour l'église Saint-Louis de Marseille en 1935.
Hormis les quatre statues du clocher, l'église de Vũng Tàu (ex-Cap Saint-Jacques) au Viêt Nam offre une façade très ressemblante à Notre-Dame-des-Missions,.

## Philatélie
L'édifice fait l'objet d'un timbre noir, brun et bleu de 40,85 sur 30 mm dessiné et gravé par Christophe Laborde-Balen d'après des photographies de l'association Les amis de Notre-Dame-des-Missions. D'une valeur faciale de 0,70 €, il est édité à 1 500 000 exemplaires et mis en vente le 21 mars 2016.

## Accès
- Gare d'Épinay-sur-Seine (RER C, T11)
- Gare de Saint-Gratien (RER C)